# KS 150
Le KS 150 est un réacteur nucléaire refroidi au gaz utilisant l'eau lourde comme modérateur (GCHWR). Un seul exemplaire, A-1, a été construit à la centrale nucléaire de Bohunice à Jaslovské Bohunice, en Tchécoslovaquie. La centrale a subi une série d'accidents, le pire étant celui du 22 février 1977, classé INES 4. Depuis 1979, la centrale est en cours de démantèlement.

## Histoire
La décision de construire une centrale nucléaire en Tchécoslovaquie a été prise en 1956. La construction de l'A-1 à Jaslovské Bohunice (ouest de la Slovaquie) a commencé en 1958 et a duré seize ans, durée qui avait été prévue plus courte. L'A-1 a été mis en service le 24 octobre 1972.
Le réacteur KS 150 a été entièrement bâtit en Tchécoslovaquie, conçu en collaboration avec l'URSS, construit par Škoda Works. L’un des avantages de ce réacteur était sa capacité à utiliser de l’uranium non enrichi extrait en Tchécoslovaquie, à l’instar d’un réacteur CANDU.
En raison de sa conception expérimentale, la centrale a connu des accidents entraînant plus de trente arrêts imprévus.

### Accident de 1976
Le 5 janvier 1976, deux ouvriers sont tués à cause d'une fuite de dioxyde de carbone, utilisé comme liquide de refroidissement. Une panne mécanique s'est produite lors du ravitaillement en combustible, projetant ainsi la cartouche du réacteur dans le hall. L'accident le plus grave date de 1977, et a été classé INES 4. Le 17 mai 1979, le gouvernement, mécontent des coûts élevés, des faibles performances du réacteur et des accidents qui l’accompagnent, décide de démanteler la centrale. Les projets de construction du deuxième bloc réacteur A-2 furent annulés.
La centrale nucléaire A1 a fonctionné pendant 19 261 heures au total, a produit 1 464 GWh et a fourni 916 GWh au réseau. La puissance maximale atteinte était de 127 MW.
Le démantèlement et la décontamination de la centrale se poursuivent et devraient être achevés en 2033.

### Accident de 1977
Le 22 février 1977, lors d'un changement de combustible, un enchaînement d'erreurs humaines associé à plusieurs problèmes de conception a provoqué le pire accident nucléaire de l'histoire de la Tchécoslovaquie. Certaines barres de combustible ont été remplacées pendant que le réacteur était actif, selon une procédure standard. Cependant, les absorbeurs d'humidité recouvrant les tiges n'ont pas été retirés, ce qui a provoqué une surchauffe locale du combustible. La zone active a été endommagée, de l'eau lourde est entrée en contact avec le liquide de refroidissement et les circuits primaire et secondaire ont été contaminés.
L'accident a été classé au niveau 4 sur l'Échelle internationale des événements nucléaires (en comparaison, l'accident de Three Mile Island a été classé au niveau 5).

## Détails techniques
Le KS 150 est un réacteur modéré à l'eau lourde et refroidi au gaz (HWGCR) capable de se ravitailler en combustible pendant son fonctionnement.
Soixante-dix pastilles d'uranium, chacun recouvert d'un composé de magnésium et de béryllium, sont regroupés pour former une barre de combustible.
La cuve sous pression du réacteur était constituée d'acier de forme cylindrique d’une épaisseur de 15 cm, pour un diamètre de 5,1 m et 20 m de hauteur. À l'intérieur de la cuve sous pression se trouve une cuve cylindrique en alliage aluminium-magnésium-silicium pour le modérateur à eau lourde.
Les combustible sont positionnés à la verticale, chacun refroidie par du dioxyde de carbone en circulation. Le cœur est placé dans un récipient sous pression pour permettre le ravitaillement en carburant pendant le fonctionnement. Le modérateur à eau lourde est refroidi dans un circuit séparé.
Le dioxyde de carbone utilisé comme liquide de refroidissement primaire est diffusé autour des barres de combustible. Après avoir été chauffé par les cartouches, il est acheminé vers six générateurs de vapeur. La vapeur qui en résulte alimente trois turbogénérateurs.

### Fiche technique du KS 150
- Combustible : uranium non enrichi, 23,1 tonnes de charge utile dans le réacteur.
- Cœur : diamètre 3,56 m, hauteur 4 m.
- Gaz caloporteur à la sortie du réacteur : pression 5,4 MPa (~54 atm), température 426 °C.
- Efficacité de conversion : 18,5 %.
- Eau lourde modératrice : température 65 °C (Max/sortie 90 °C)
- Capacité : 143 MWe.